# Rafael Blomstedt
Pour les articles homonymes, voir Blomstedt.

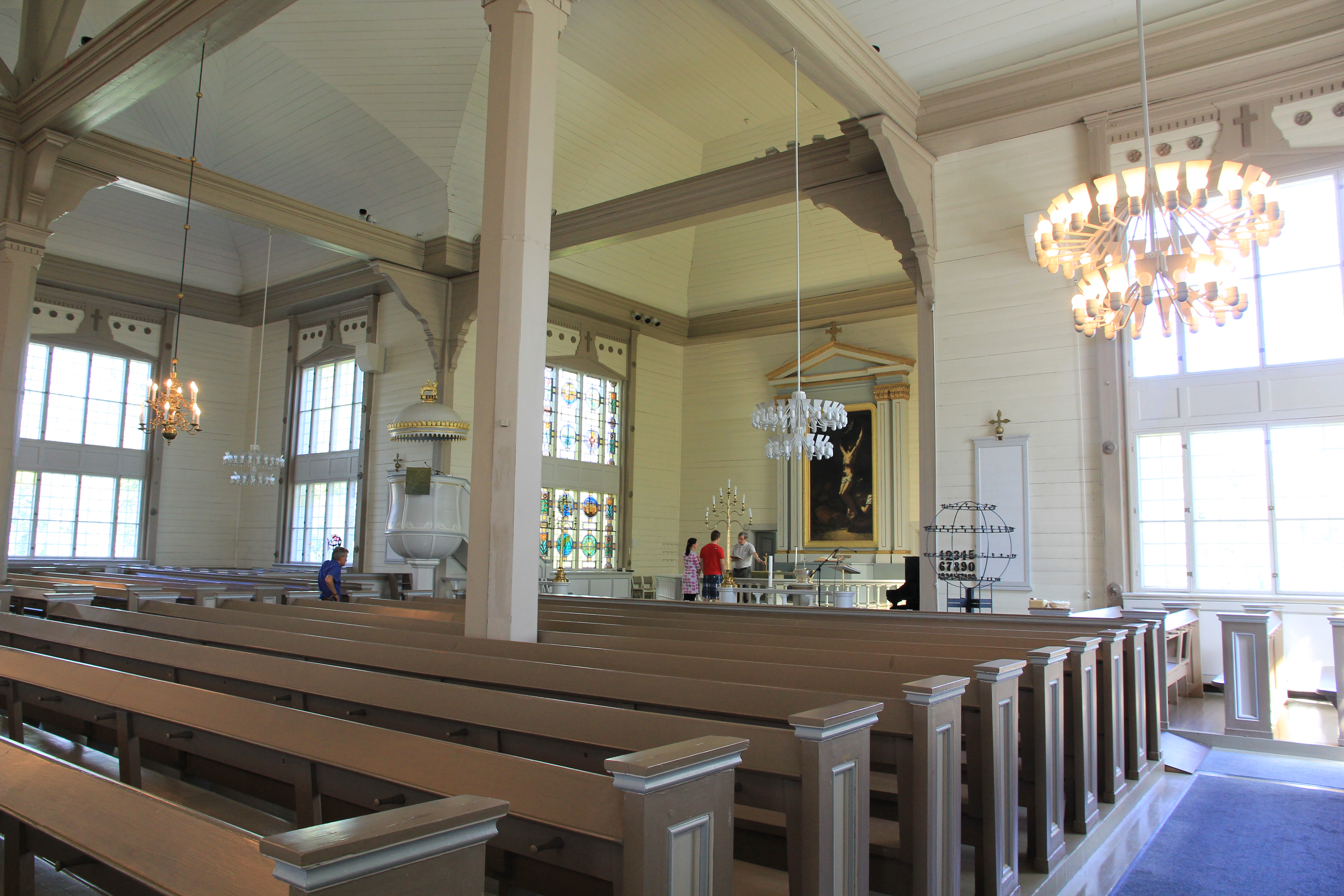
L'église rurale de Mikkeli, le vitrail est de Rafael Blomstedt

Arno Rafael Blomstedt (né le 14 septembre 1885 à Helsinki - décédé le 21 mars 1950 à Helsinki) est un architecte finlandais.

## Biographie
En 1908,  Rafael Blomstedt reçoit son diplôme d'architecte de l'Université technologique d'Helsinki. 
À partir de 1912 il est professeur et de 1943 à 1949 directeur de École supérieure Aalto d'art, de design et d'architecture d'Helsinki.
Il est spécialement architecte d'églises, architecte d’intérieur et restaurateur d'églises.
Il est l'un des plus importants restaurateurs d'églises de Finlande avec Kauno Kallio, Carolus Lindberg et Karl-Ruben Lindgrén.

## Ouvrages
- Église Gustave Adolphe d’Iisalmi
- Église de Kyyjärvi

## Référence
1. 1 2  (fi) « Rafael Blomstedt », Musée de l'architecture finlandaise (consulté le 14 mai 2014)
2. ↑  (fi) Otavan Iso tietosanakirja, p. 1312, Otava, 1967